# جايسون تندال
جايسون تندال (بالإنجليزية: Jason Tindall)‏ هو لاعب كرة قدم بريطاني في مركز الدفاع، ولد في 15 نوفمبر 1977 في Mile End ‏ في المملكة المتحدة. لعب مع تشارلتون أثلتيك ونادي بورنموث ونادي ويموث.